# Hypnum usagarum
Hypnum usagarum är en bladmossart som beskrevs av Mitten 1886. Hypnum usagarum ingår i släktet flätmossor, och familjen Hypnaceae. Inga underarter finns listade i Catalogue of Life.